# Cerniat
Cerniat is een plaats en voormalige gemeente in het Zwitserse kanton Fribourg, en maakt deel uit van het district Gruyère.
Cerniat telt 361 inwoners. In 2014 is de gemeente gefuseerd met de andere gemeente Charmey en hebben de nieuwe gemeente Val-de-Charmey gevormd.
Bas-Intyamon · Botterens · Broc · Bulle · Châtel-sur-Montsalvens · Corbières · Crésuz · Echarlens · Grandvillard · Gruyères · Hauteville · Haut-Intyamon · Jaun · La Roche · Le Pâquier · Marsens · Morlon · Pont-en-Ogoz · Pont-la-Ville · Riaz · Sâles · Sorens · Vaulruz · Val-de-Charmey · Vuadens